# خاتون مرده (غرمسار كرمان)
خاتون مرده (بالفارسية: خاتون مرده) هي منطقة سكنية تقع في إيران في قسم غرمسار الریفي. يقدر عدد سكانها بـ 49 نسمة .